# Сражение при Сепеде (1820)
Сражение при Сепеде (исп. Batalla de Cepeda) произошло 1 февраля 1820 года в Каньяда-де-Сепеда, провинция Буэнос-Айрес, Аргентина. Конфликт был первым крупным сражением, в котором унитарии и федералисты выступали как две организованные стороны. Он закончился поражением национального правительства.

## Предыстория
Провинции Федеральной лиги Санта-Фе, Энтре-Риос и Хосе Мигель Каррера объединили свои силы, чтобы свергнуть централистскую конституцию 1819 года и директорское правительство Соединенных провинций Рио-де-ла-Плата. Оба провинциальных лидера, Эстанислао Лопес и Франсиско Рамирес, были союзниками Хосе Хервасио Артигаса.
Верховный директор Хосе Рондо отозвал армии, которые сражались в Аргентинской войне за независимость, чтобы сражаться с федералами. Андская армия под командованием Хосе де Сан-Мартина отказалась прекратить наступление против роялистов в Чили и Перу. Северная армия под командованием Мануэля Бельграно подняла мятеж в Арекито, поскольку войска и официальные лица отказались вести гражданскую войну и вместо этого попросили вернуться на северную границу, чтобы сражаться с роялистами. Силы Рондо были разбиты в битве.

## Ход сражения
Силы Буэнос-Айреса быстро мобилизовались и вторглись в провинцию Санта-Фе до того, как федеральные силы достигли Буэнос-Айреса. Рондо занял южную окраину болота, известного как Каньяда-де-Сепеда, и поджидал там своих врагов. Рондо построил свою армию по классической схеме: кавалерия на флангах, пехота и артиллерия в центре. Их тылы защищал длинный строй повозок. Очень трудно прорвать эту позицию, если противник атакует в лоб. Однако посреди равнины федералам не приходилось этого делать, именно потому, что их войска состояли исключительно из кавалерии.
С федеральной стороны Лопес был губернатором провинции, где происходили боевые действия, но, по-видимому, он оставил командование боевыми операциями Рамиресу. Человек из Санта-Фе был экспертом в партизанских действиях, но человек из Энтре-Риос показал себя очень способным в бою.
В 8:30 утра федеральные командиры проскакали через Каньяда-де-Сепеда, окружили позицию противника и встали за ней. Они немедленно атаковали кавалерию, в то время как пехота пыталась втиснуться между повозками, а пушки по-прежнему были направлены в другую сторону. Бой продолжался около десяти минут, и бегство унитарианской кавалерии увлекло Рондо прочь. Пехота построилась в два оборонительных каре и отражала несколько атак в течение трех часов. Остальной части армии (почти тысяча человек) пришлось отступить к Сан-Николас-де-лос-Арройос (на берегу реки Парана, в 60 км) и отправиться обратно в Буэнос-Айрес под командованием генерала Хуана Рамона Балькарсе.

## Последствия
Полная победа федеральных сил над сократившейся армией Директории привела к прекращению центральной власти, установленной Конституцией 1819 года через верховного директора, и заложила основы для относительно новой федеральной организации Аргентины, поскольку провинции Санта-Фе, Энтре-Риос и Буэнос-Айрес подписали 23 февраля Договор дель Пилар.
Некоторые положения, включенные в Договор от имени Буэнос-Айреса, оказались неприемлемыми для Артигаса (называвшегося «Защитником Лиги свободных народов», который был сослан в Энтре-Риос после своего поражения от вторжения Бразильской империи в Восточную полосу), поэтому он приказал и Эстанислао Лопесу, и Франсиско Рамиресу отказаться от него. Однако в один из самых важных поворотов аргентинской истории оба каудильо выступили против своего бывшего вдохновляющего лидера, и Рамирес сражался против него, уничтожив остатки его армии и вынудив его отправиться в изгнание в Парагвай.
Затем Рамирес серьезно отнесся к своим собственным шансам в качестве гегемонистского лидера, поэтому 29 сентября 1820 года он провозгласил Республику Энтре-Риос, но эксперимент едва ли просуществовал так же долго, как и сам Франсиско Рамирес. 10 июля 1821 года он был убит войсками своего бывшего союзника Эстанислао Лопеса, который на этот раз сражался вместе с провинциями Буэнос-Айрес и Корриентес, опасаясь устремлений Рамиреса.
Битва 1820 года положила начало так называемой эпохе каудильо. За битвой позже последовала вторая битва при Сепеде (1859), в которой произошли столкновения между силами унитарианцев и федералистов, завершившиеся присоединением провинции Буэнос-Айрес к союзу.